# Анггун
Анггун (или Ангун, полностью — Ангун Чипта Сасми, Anggun Cipta Sasmi; род. 29 апреля 1974, Джакарта, Индонезия, на Бали это означает «Грация, рожденная мечтой».) — индонезийская поп-певица и автор песен в стиле RnB, в настоящее время проживающая во Франции. Ее отец Darto Singo был известным певцом и продюсером в Индонезии, Anggun решила пойти по стопам отца. Помимо родного индонезийского, поёт на французском и английском языках, во Франции приобрела не меньшую популярность, чем на родине.
В возрасте 7 лет она записала свой первый альбом детских песен. В 12 лет, девушка выпустила второй альбом "Dunia Aku Punya", на индонезийском это означает «Мой мир». Благодаря этому альбому Anggun завоевав успех на сцене у себя на родине, она решила сделать международную карьеру и уехала из Индонезии в 1994 году, около года прожила в Лондоне, затем переселилась в Париж, где познакомилась с продюсером Эриком Бенци, который позднее помог ей подписать контракт с компанией Sony Music France и записать её первый французский альбом «Во имя Луны», Au Nom de la Lune, в 1996 году. В 1997 году Ангун стала первой азиатской певицей, выпустившей международный альбом («Снег Сахары»), вышедший в 33 странах мира.
Ангун выпустила 12 студийных альбомов (на индонезийском, английском и французском языках), а также 2 компиляционных альбома и один альбом саундтреков. Композиция «Saviour» в 2006 году достигла 6-го места в еженедельном чарте радио «Европа Плюс».
Выступала на Евровидении-2012 в Баку за Францию и в финале заняла 22-е место, набрав 21 балл.

## Семья
- Муж — Сирил Монтана[фр.] (2010—2015), Кристиан Кречмар, Сhristian Kretschmar (с 2018)
- Дочь — Кирана (индон. Kirana)

## Дискография
- Dunia Aku Punya (1986)
- Anak Putih Abu Abu (1991)
- Nocturno (1992)
- Anggun C. Sasmi… Lah!!! (1993)
- Snow on the Sahara (1997)
- Chrysalis (2000)
- Luminescence (2005)
- Elevation (2008)
- Echoes (2011)
- Toujours un ailleurs (2015)
- 8 (2017)

## Галерея

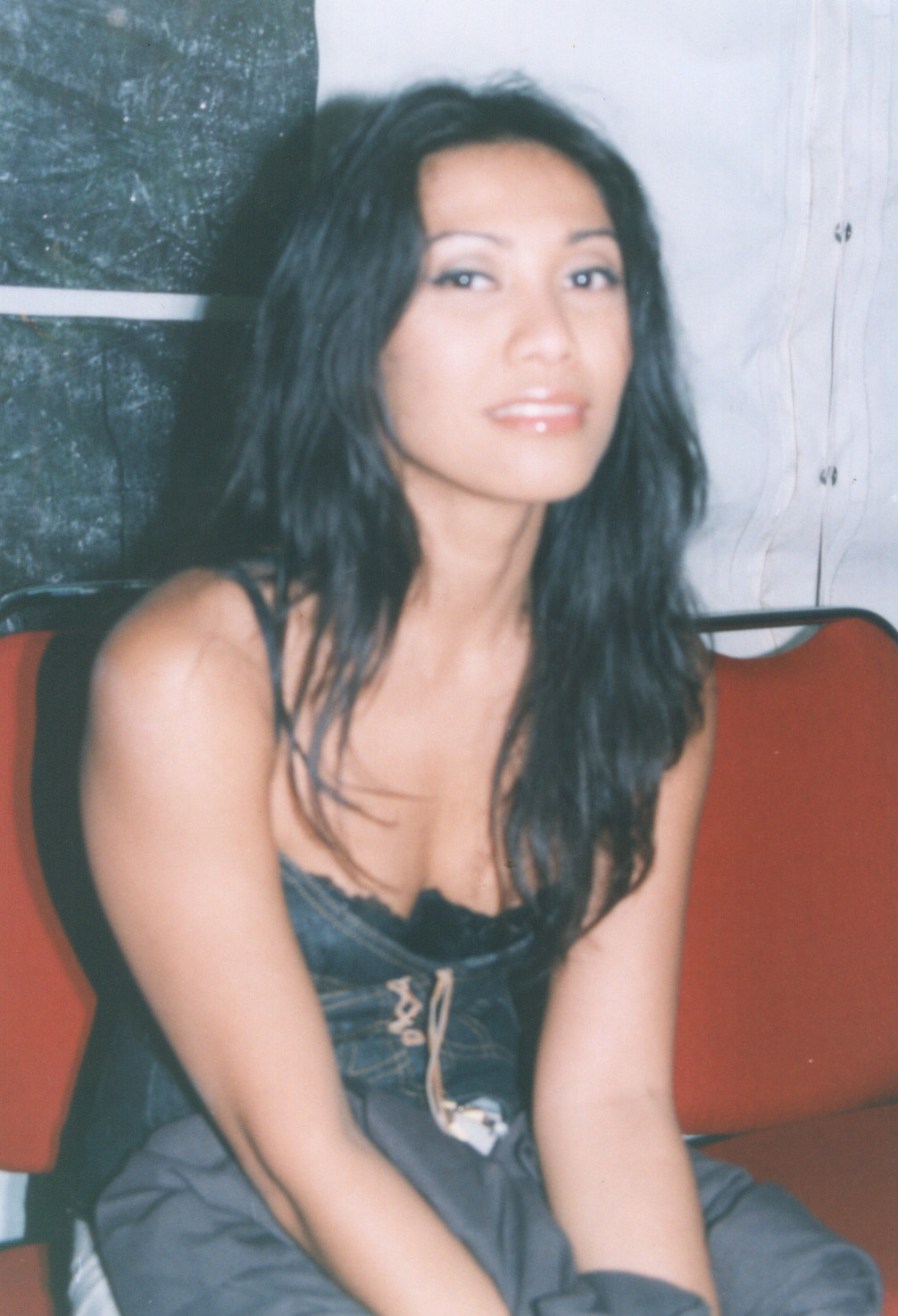
Индонезия, 2003 год
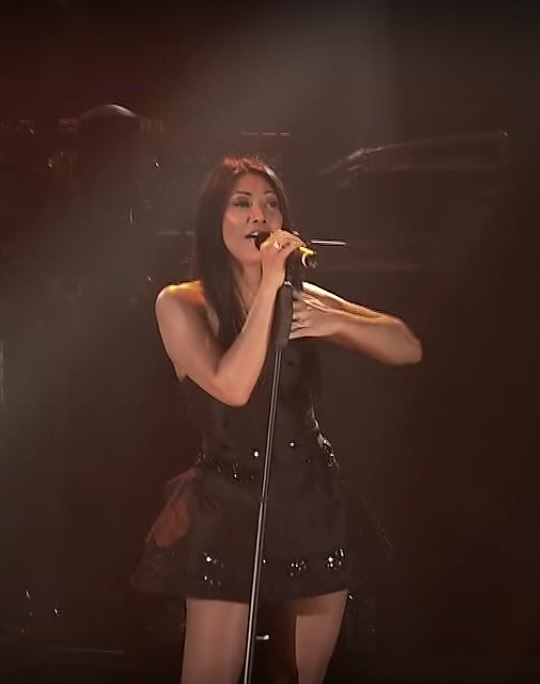
Ганновер, 2010 год
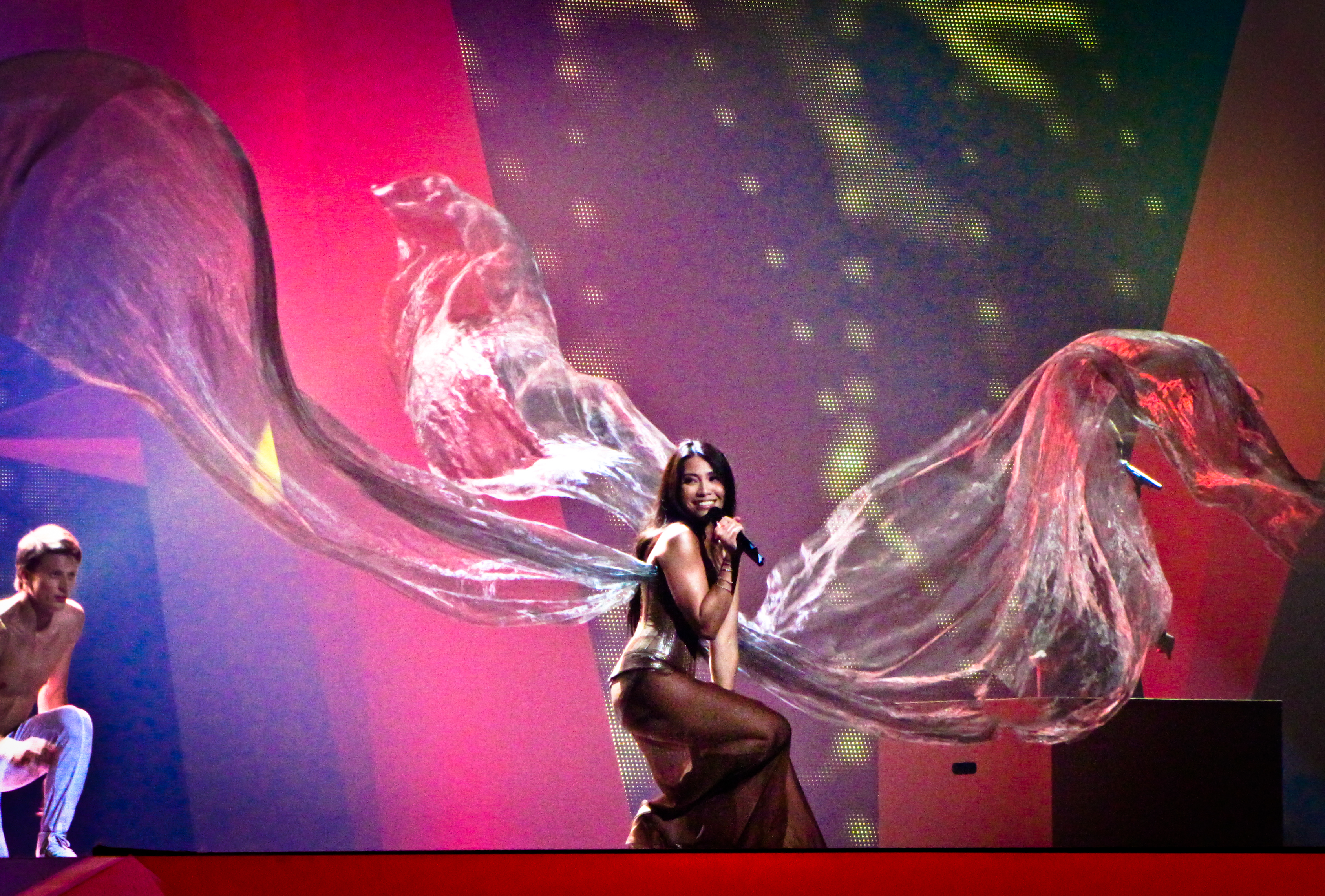
Евровидение-2012
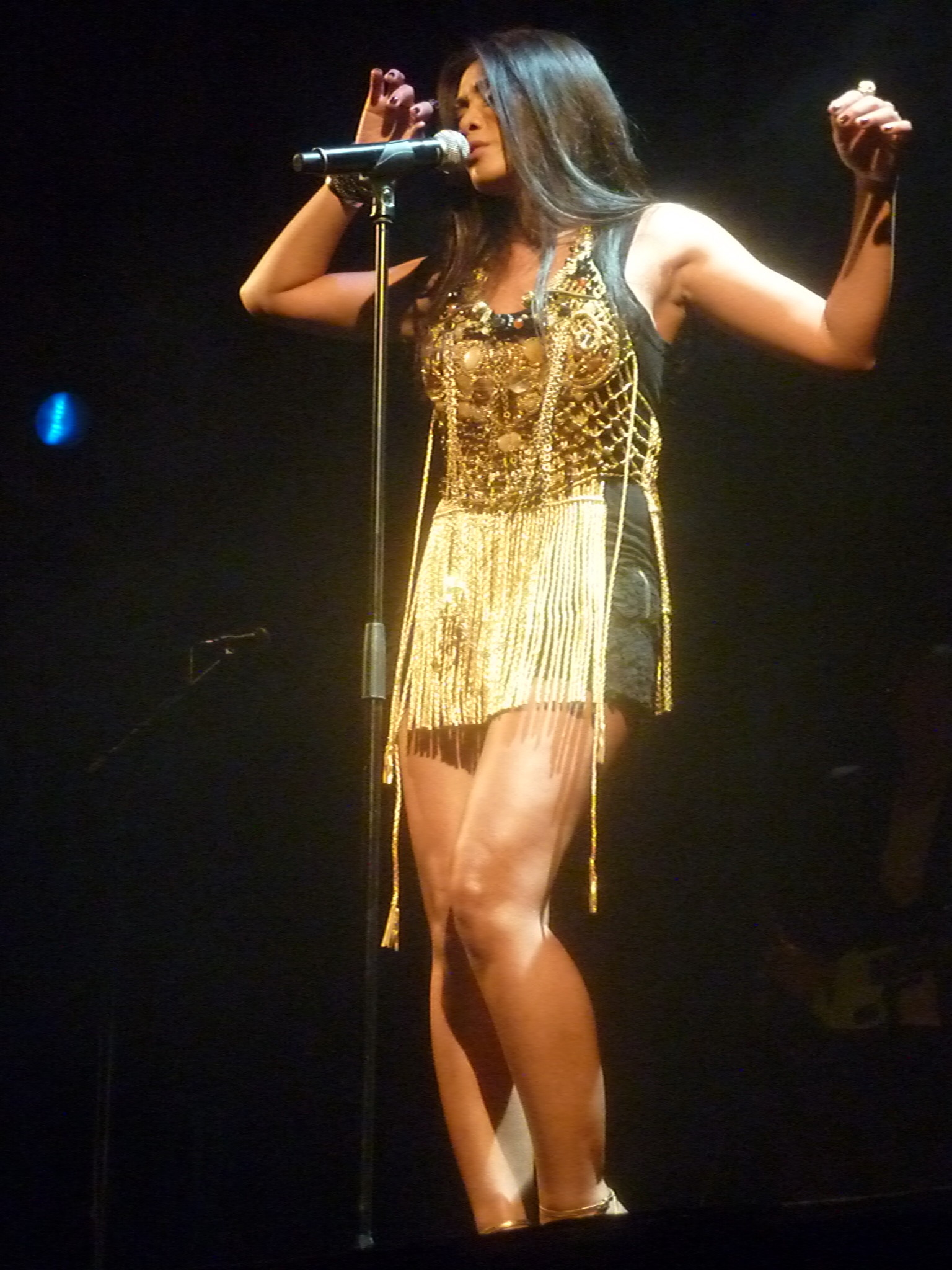
Париж, 2012 год
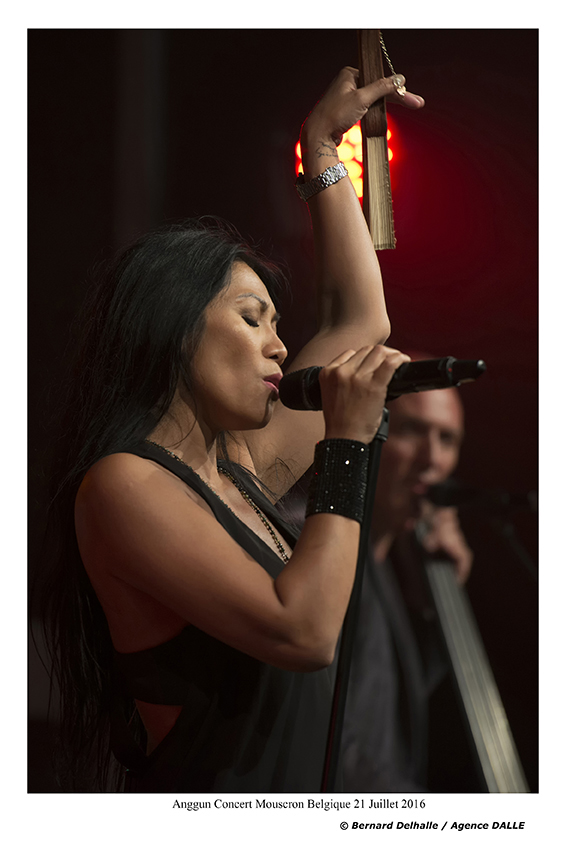
В 2016 году